# Homens lendo
Homens lendo (Hombres leyendo em castelhano) é uma das Pinturas negras que fizeram parte da decoração dos muros da casa —chamada a Quinta del Sordo— que Francisco de Goya adquiriu em 1819. Esta obra ocupava provavelmente o lado esquerdo da janela da parede do fundo do pavimento alto segundo se acedia, com Mulheres rindo, que ocupava o espaço na direita deste muro.
O quadro, com o restante das Pinturas negras, foi trasladado de reboco para tela em 1873 por Salvador Martínez Cubells, por encomenda de Frédéric Émile d'Erlanger, um banqueiro belga, que visava vendê-los na Exposição Universal de Paris de 1878. Contudo, as obras não atraíram compradores e ele próprio doou-as, em 1876, ao Museu do Prado, no que são expostas na atualidade.

## Análise
Seis homens apinham-se em torno à leitura de um papel que sustém um de eles, de rosto largamente barbado. Entre eles, três destacam-se num plano mais próximo e do resto apenas sobressaem as cabeças entre o grupo, algumas delas vagamente, afastadas em segundo plano e para as margens da esquerda do quadro.
A crítica relacionou esta reunião masculina com as tertúlias políticas clandestinas do Triênio Liberal, período em que se executaram as Pinturas negras. Assim, contrasta a sua atividade, própria do gênero masculino, com o que compartilha muro Mulheres rindo, e implica um paralelismo antitético que, por outro lado, está justificado na estética que compartilham estes dois quadros, talvez os menos conhecidos das Pinturas negras.
Guarda semelhanças com Mulheres rindo enquanto à cor, técnica e iluminação. Sumidos num fundo obscuro, quase preto, destaca-se a blusa branca dos protagonistas, o do homem com barba preta que presta atenção à carta, que assinala o que a sustém à sua esquerda. Os dois quadros, de formato vertical, contrastam com o restante das pinturas do pavimento alto, pois em geral adotam céus azuis e abertos, fundos de nuvens, paisagens e até mesmo, no caso de Asmodea, uma paisagem de floresta. Neste senso, o estilo desta obra guarda maiores semelhanças com o conjunto do piso térreo.